# Laboratoř na čipu

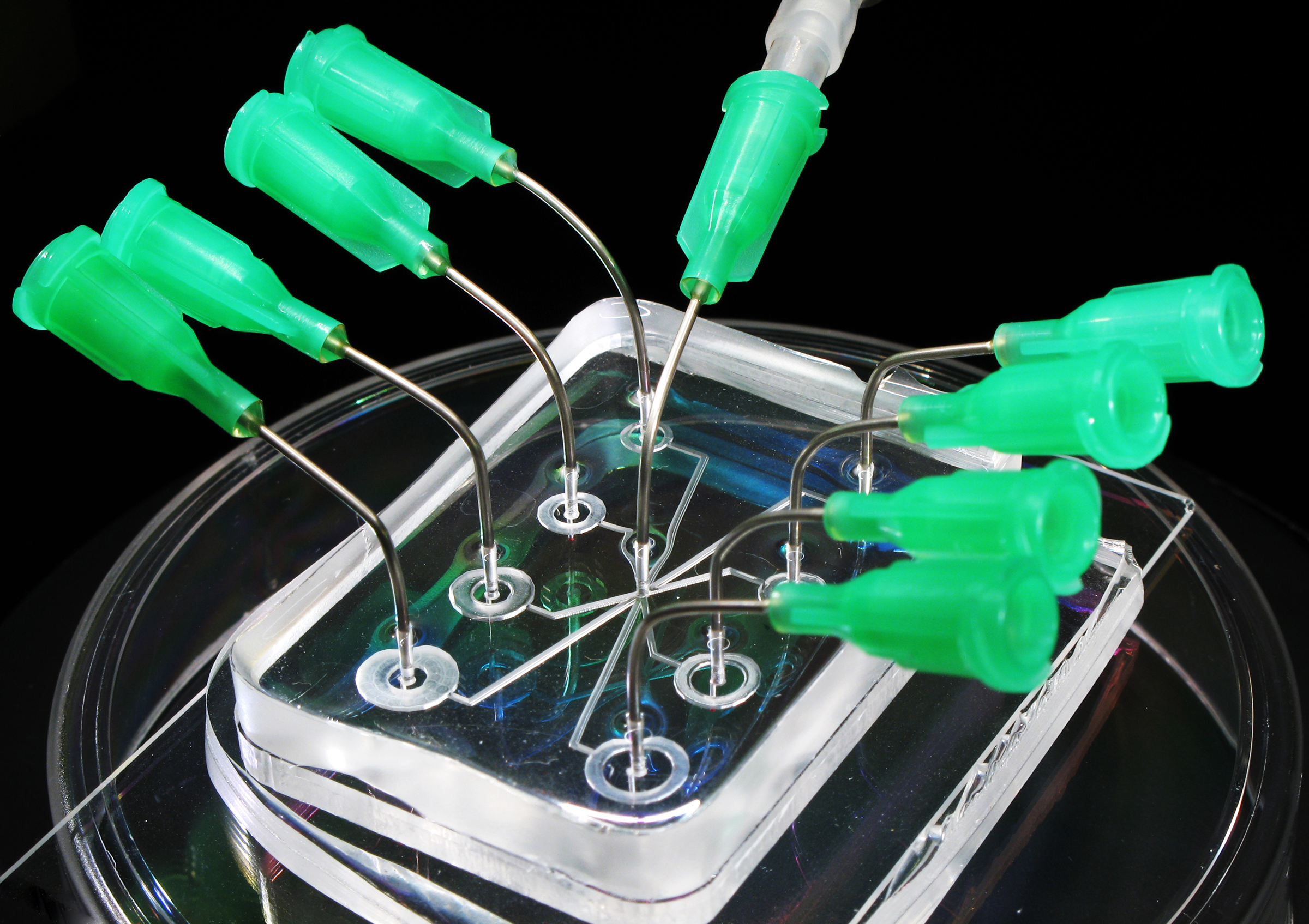
Laboratoř na čipu

Laboratoř na čipu (angl. Lab-on-a-chip, LOC) je zařízení, které integruje jednu nebo několik laboratorních funkcí na jediném integrovaném obvodu (běžně nazývaném „čip“) o velikosti pouhých milimetrů až několika centimetrů čtverečních, aby se dosáhlo automatizace a vysoce výkonného screeningu. LOC mohou zpracovávat extrémně malé objemy tekutin až do objemu méně než pikolitrů. Zařízení typu „laboratoř na čipu“ patří mezi mikroelektromechanické systémy (MEMS) a někdy se jim říká „mikrosystémy celkové analýzy“ (µTAS). Zařízení LOC mohou využívat mikrokapalinovou fyziku, tedy fyziku, manipulaci a studium nepatrných množství tekutin. Přísně vzato však „laboratoř na čipu“ označuje obecně miniaturizaci jednoho nebo více laboratorních procesů až do formátu čipu, zatímco µTAS se věnuje integraci celkové posloupnosti laboratorních procesů k provedení chemické analýzy. Termín „laboratoř na čipu“ byl zaveden, když se ukázalo, že technologie µTAS jsou použitelné nejen pro účely analýzy.

## Historie
Po vynálezu mikrotechnologie (kolem roku 1954) pro realizaci integrovaných polovodičových struktur pro mikroelektronické čipy se tyto technologie založené na litografii brzy uplatnily také při výrobě snímačů tlaku (1966). Díky dalšímu rozvoji těchto procesů, které byly obvykle omezeny na kompatibilitu s CMOS, vznikl soubor nástrojů pro vytváření mechanických struktur mikrometrových nebo submikrometrových rozměrů i v křemíkových destičkách: začala éra mikroelektromechanických systémů (MEMS).
Vedle snímačů tlaku, snímačů airbagů a dalších mechanicky pohyblivých struktur byla vyvinuta zařízení pro manipulaci s kapalinami. Příkladem jsou: kanály (kapilární spoje), směšovače, ventily, čerpadla a dávkovací zařízení. Prvním systémem pro analýzu LOC byl plynový chromatograf, který v roce 1979 vyvinul S. C. Terry na Stanfordově univerzitě. Teprve na přelomu 80. a 90. let 20. století se však výzkum LOC začal vážně rozvíjet, když několik výzkumných skupin v Evropě vyvinulo mikropumpy, průtokové senzory a koncepty integrovaných úprav kapalin pro analytické systémy. Tyto koncepty µTAS ukázaly, že integrace kroků předúpravy, které se obvykle provádějí v laboratorním měřítku, může rozšířit funkčnost jednoduchého senzoru směrem ke kompletní laboratorní analýze, včetně dalších kroků čištění a separace.
Velký nárůst výzkumného a komerčního zájmu nastal v polovině 90. let, kdy se ukázalo, že technologie µTAS poskytují zajímavé nástroje pro genomické aplikace, jako je kapilární elektroforéza a DNA mikročipy. Velký nárůst podpory výzkumu přišel také od armády Spojených států, zejména od agentury Defense Advanced Research Projects Agency (DARPA), která se zajímala o přenosné systémy detekce biologických nebo chemických bojových látek. Přidaná hodnota se neomezovala pouze na integraci laboratorních procesů pro analýzu, ale také na charakteristické možnosti jednotlivých komponent a aplikaci na jiné, neanalytické laboratorní procesy. Proto byl zaveden termín „laboratoř na čipu“.
Ačkoli je použití LOC stále nové a skromné, je pozorován rostoucí zájem firem a skupin aplikovaného výzkumu v různých oblastech, jako je analýza (např. chemická analýza, monitorování životního prostředí, lékařská diagnostika a buněčná fyzika), ale také v syntetické chemii (např. rychlý screening a mikroreaktory pro farmacii). Kromě dalšího vývoje aplikací se očekává, že se výzkum v oblasti systémů LOC rozšíří také směrem ke zmenšování struktur pro manipulaci s kapalinami pomocí nanotechnologií. Submikrometrové a nanorozměrné kanály, DNA labyrinty, detekce a analýza jednotlivých buněk a nanosenzory by se mohly stát proveditelnými a umožnit nové způsoby interakce s biologickými druhy a velkými molekulami. Bylo napsáno mnoho knih, které se zabývají různými aspekty těchto zařízení, včetně transportu tekutin, vlastností systémů, technik snímání a bioanalytických aplikací.

## Materiály a technologie výroby čipů
Základem většiny výrobních postupů LOC je fotolitografie. Zpočátku byla většina procesů v křemíku, protože tyto dobře vyvinuté technologie byly přímo odvozeny od výroby polovodičů. Vzhledem k požadavkům např. na specifické optické vlastnosti, biologickou nebo chemickou kompatibilitu, nižší výrobní náklady a rychlejší výrobu prototypů byly vyvinuty nové postupy, jako je leptání, nanášení a lepení skla, keramiky a kovů, zpracování polydimethylsiloxanu (PDMS) (např. měkká litografie), zpracování off-stoichiometrických thiol-enových polymerů (OSTEmer), 3D tisk založený na tlustých vrstvách a stereolitografii a také rychlé metody replikace pomocí galvanického pokovování, vstřikování a ražení. Požadavek na levnou a snadnou výrobu prototypů LOC vyústil v jednoduchou metodiku výroby mikrofluidních zařízení z PDMS: ESCARGOT (Embedded SCAffold RemovinG Open Technology). Tato technika umožňuje vytvářet mikrofluidní kanály v jediném bloku PDMS prostřednictvím rozpustného scaffoldu (vyrobeného např. 3D tiskem). Oblast LOC navíc stále více překračuje hranice mezi technologií mikrosystémů založenou na litografii, nanotechnologií a přesným inženýrstvím.

## Výhody
LOC mohou poskytovat výhody, které jsou specifické pro jejich použití. Typickými výhodami jsou:
- nízká spotřeba tekutin (méně odpadu, nižší náklady na činidla a menší objem vzorků potřebných k diagnostice)
- rychlejší analýza a doba odezvy díky krátkým difuzním vzdálenostem, rychlému zahřívání, vysokému poměru povrchu k objemu, malým tepelným kapacitám.
- lepší řízení procesu díky rychlejší odezvě systému (např. tepelná kontrola exotermických chemických reakcí).
- kompaktnost systémů díky integraci mnoha funkcí a malým objemům.
- masivní paralelizace díky kompaktnosti, která umožňuje vysoce výkonnou analýzu
- nižší výrobní náklady, které umožňují nákladově efektivní čipy na jedno použití, vyráběné v hromadné výrobě
- kvalita dílů může být ověřována automaticky
- bezpečnější platforma pro chemické, radioaktivní nebo biologické studie díky integraci funkcí, menším objemům kapalin a uloženým energiím

## Nevýhody
Nejvýznamnější nevýhody laboratoří na čipu jsou:
- Proces mikrovýroby, potřebný k jejich výrobě, je složitý a náročný na pracovní sílu a vyžaduje drahé vybavení i specializovaný personál. To lze překonat díky nedávnému technologickému pokroku v oblasti levného 3D tisku a laserového gravírování.
- Složitá fluidní ovládací síť vyžaduje několik čerpadel a konektorů, u nichž je obtížné jemné ovládání. To lze překonat pečlivou simulací, vlastní pumpou, například čipem vloženým do vzduchového vaku, nebo použitím odstředivé síly, která nahradí čerpání, tj. odstředivým mikrofluidním biočipem.
- Většina LOC představuje nové aplikace pro ověření konceptu, které ještě nejsou plně vyvinuty pro široké použití. Před praktickým využitím je třeba provést další ověření.
- V mikrolitrovém měřítku, kterým se LOC zabývají, jsou dominantnější efekty závislé na povrchu, jako jsou kapilární síly, drsnost povrchu nebo chemické interakce. To může někdy činit replikaci laboratorních procesů v zařízeních LOC poměrně náročnou a složitější než v běžných laboratorních zařízeních.
- Principy detekce nemusí být vždy pozitivně škálovány, což vede k nízkému poměru signálu k šumu.

## Globální zdraví
Technologie laboratoře na čipu se může brzy stát důležitou součástí úsilí o zlepšení globálního zdraví, zejména prostřednictvím vývoje zařízení pro testování v místě péče. V zemích s malými zdroji zdravotní péče jsou infekční nemoci, které by ve vyspělých zemích byly léčitelné, často smrtelné. V některých případech mají chudé zdravotnické kliniky k dispozici léky k léčbě určité nemoci, ale chybí jim diagnostické nástroje k identifikaci pacientů, kteří by měli tyto léky dostat. Mnozí výzkumníci se domnívají, že technologie LOC může být klíčem k novým výkonným diagnostickým nástrojům. Cílem těchto výzkumníků je vytvořit mikrofluidní čipy, které umožní zdravotníkům na špatně vybavených klinikách provádět diagnostické testy, jako jsou mikrobiologické kultivační testy, imunoanalýzy a testy nukleových kyselin, bez laboratorní podpory.

### Globální výzvy
Aby se čipy mohly používat v oblastech s omezenými zdroji, je třeba překonat mnoho výzev. Ve vyspělých zemích patří mezi nejvíce ceněné vlastnosti diagnostických nástrojů rychlost, citlivost a specifičnost, ale v zemích, kde je zdravotnická infrastruktura méně rozvinutá, je třeba vzít v úvahu také vlastnosti, jako je snadnost použití a doba skladovatelnosti. Například reagencie dodávané s čipem musí být navrženy tak, aby zůstaly účinné po několik měsíců, i když čip není uchováván v klimatizovaném prostředí. Při výběru materiálů a výrobních technik musí konstruktéři čipů myslet také na náklady, škálovatelnost a recyklovatelnost.

### Příklady globálního použití LOC
Jedním z nejvýznamnějších a nejznámějších zařízení LOC, které se dostalo na trh, je sada pro domácí těhotenský test, zařízení využívající technologii mikrofluidiky na bázi papíru. Další aktivní oblast výzkumu LOC zahrnuje způsoby diagnostiky a léčby běžných infekčních onemocnění způsobených bakteriemi, např. bakteriurie, nebo viry, např. chřipka. Zlatým standardem pro diagnostiku bakteriurie (infekce močových cest) je mikrobiální kultivace. Nedávná studie založená na technologii laboratoře na čipu, Digital Dipstick, miniaturizovala mikrobiologickou kultivaci do formátu dipsticků a umožnila její použití v místě péče. Pokud jde o virové infekce, dobrým příkladem jsou infekce HIV. V současné době je na světě infikováno virem HIV přibližně 36,9 milionu lidí a 59 % z nich dostává antiretrovirální léčbu. Pouze 75 % lidí žijících s HIV znalo svůj HIV status. Měření počtu CD4+ T lymfocytů v krvi člověka je přesný způsob, jak zjistit, zda má člověk HIV, a jak sledovat průběh infekce HIV. V současné době je zlatým standardem pro zjišťování počtu CD4 průtoková cytometrie, ale průtoková cytometrie je složitá technika, která není ve většině rozvojových oblastí dostupná, protože vyžaduje vyškolené techniky a drahé vybavení. Nedávno byl takový cytometr vyvinut za pouhých 5 dolarů. Další aktivní oblastí výzkumu LOC je řízená separace a míchání. V takových zařízeních je možné rychle diagnostikovat a případně léčit nemoci. Jak bylo uvedeno výše, velkou motivací pro jejich vývoj je, že je lze potenciálně vyrábět za velmi nízkou cenu. Jednou z dalších oblastí výzkumu, která se v souvislosti s LOC zkoumá, je zabezpečení domácností. Automatické monitorování těkavých organických sloučenin (VOC) je žádanou funkcí pro LOC. Pokud se tato aplikace stane spolehlivou, mohla by být tato mikrozařízení instalována v celosvětovém měřítku a upozorňovat majitele domů na potenciálně nebezpečné sloučeniny.

## Botanika
Zařízení „laboratoř na čipu“ by mohla být použita k charakterizaci vedení pylových láček u huseníčku rolního. Konkrétně je rostlina na čipu miniaturní zařízení, ve kterém by bylo možné inkubovat pylové pletivo a zárodečný vak pro botanické studie.